# Labastide-de-Penne
Labastide-de-Penne település Franciaországban, Tarn-et-Garonne megyében. Lakosainak száma 126 fő (2022. január 1.). Labastide-de-Penne Belfort-du-Quercy, Belmont-Sainte-Foi, Lalbenque és Puylaroque községekkel határos.

## Népesség
A település népessége az elmúlt években az alábbi módon változott:
| Lakosok száma | 131  | 131  | 130  | 129  | 129  | 128  | 128  | 127  | 126  |
|               | 2013 | 2015 | 2016 | 2017 | 2018 | 2019 | 2020 | 2021 | 2022 |